# Pista cretacea
Pista cretacea är en ringmaskart som först beskrevs av Grube 1860.  Pista cretacea ingår i släktet Pista och familjen Terebellidae. Arten har ej påträffats i Sverige. Inga underarter finns listade i Catalogue of Life.